# Scleromystax
 Scleromystax  ist eine Gattung aus der Familie der Panzer- und Schwielenwelse (Callichthyidae). Sie kommt in zahlreichen brasilianischen Küstenflüssen vom südlichen Bahia bis zum südlichen Santa Catarina vor. Die Gattung wurde 1864 durch den deutschen Zoologen Albert Günther als Untergattung von Callichthys aufgestellt, bekam 1888 durch das US-amerikanische Ichthyologenehepaar Rosa Smith Eigenmann und Carl H. Eigenmann Gattungsstatus, wurde später mit Corydoras synonymisiert und ist seit 2003 wieder eine eigenständige Gattung.

## Merkmale
Scleromystax-Arten werden 5,5 bis 10 cm lang und haben ein schlankeres Erscheinungsbild als die anderen Panzerwelsgattungen. Ihr Färbung ist durch ein auffälliges Streifen- oder Fleckenmuster gekennzeichnet. Bei den Männchen sind Präoperculum und Kiemendeckel mit Odontoden versehen. Von anderen Panzerwelsgattungen wird die Gattung diagnostisch durch die Morphologie der Schädelknochen unterschieden, von der Gattung Aspidoras zusätzlich durch den kürzeren verknöcherten Abschnitt des Brustflossenstachels, der länger ist als die Hälfte der Länge des ersten verzweigten Brustflossenstrahls.

## Arten
- Schabrackenpanzerwels (Scleromystax barbatus) (Quoy & Gaimard, 1824) (Typusart)
- Scleromystax lacerdai (Hieronimus, 1995)
- Scleromystax macropterus (Regan, 1913)
- Scleromystax prionotos (Nijssen & Isbrücker, 1980)
- Scleromystax reisi Britto et al., 2016
- Scleromystax salmacis Britto & Reis, 2005
- Scleromystax virgulatus (Nijssen & Isbrücker, 1980)[2]